# Olga Poláčková-Vyleťalová
Olga Poláčková-Vyleťalová (* 8. srpna 1944 Hradec Králové) je česká výtvarnice, malířka a grafička.

## Životopis
Studovala na Vysoké škole umělecko-průmyslové v Praze u Karla Svolinského a soukromě u Antonina Kybala. Ve volné tvorbě se věnovala filmovému plakátu, knižní grafice, malbě. Užívá kolážové metody, kombinace fotografie a kresby v poetické vizi malířského realismu. Zúčastnila se kolektivních výstav filmových plakátů v mnoha městech doma i v zahraničí. Je zastoupena ve sbírkách Galerie moderního umění v Hradci Králové, Galerie moderního umění v Roudnici nad Labem, Moravské galerie v Brně, Národního filmového ústavu v Praze a jinde. Od roku 1974 se účastní kolektivních výstav a od roku 1980 vystavuje i samostatně. V letech 1969–1989 vytvořila 76 filmových plakátů. Její plakát k francouzskému filmu Něžná (1969), který se stal ikonou fenoménu československých filmových plakátů 60. a 70. let, získal v roce 1973 cenu Grand prix na Mezinárodním filmovém festivalu v Cannes. Stejnou cenu obdržel o rok později plakát k filmu Mládí a láska (1972) a v roce 1979 získal cenu Zlatý Hugo její plakát k filmu Zrcadlení (1977) na filmovém festivalu v Chicagu.
V roce 2008 byla plakátová tvorba Olgy Poláčkové-Vyleťalové vystavena v kině Světozor. V roce 2011 byla s motivem jejího plakátu k filmu Něžná vydána poštovní známka. V roce 2020 byl k 50. výročí od vytvoření slavného plakát u k filmu Něžná autorizován reprint tohoto plakátu v nákladu 1000 ks. Současně také vyšel katalog autorčiných plakátů pro Ústřední půjčovnu filmů z rozmezí let 1969–1990, kde se nachází i nerealizované verze.
Její manžel byl malíř, grafik, divadelní a filmový výtvarník Josef Vyleťal (1940–1989), který se také věnoval tvorbě filmového plakátu.